# Коронавірусна хвороба 2019 у Польщі
Епідемія коронавірусної хвороби 2019 у Польщі — це поширення пандемії коронавірусної хвороби 2019 територією Польщі.
4 березня першим в країні зареєстрованим випадком став чоловік віком 66 років, що приїхав автобусом з Німеччини. Його було госпіталізовано в Зеленій Гурі. З 14 березня 2020 року згідно з розпорядженням міністра охорони здоров'я країни Лукаша Шумовського у Польщі оголошено стан епідемічної загрози, а з 15 березня запроваджується часткове обмеження руху через кордон.
Оскільки на території Польщі все ще знаходилося чимало українців, що хотіли повернутися додому, то було домовлено із Польщею і 20 березня 2020 року три потяги Інтерсіті сполученням Перемишль — Київ евакуювали з Польщі понад 1150 громадян України та трьох іноземців.
У жовтні-листопаді 2020 року почалася друга хвиля епідемії. Кількість інфікованих зросла до 27 тис. 5 листопада. Тому 7 листопада було введено додаткові обмеження. З 16 травня 2022 року в країні знову запроваджено стан епідемічної загрози.
Станом на 1 грудня 2022 року в країні зареєстровано 6353310 випадків хвороби, з них 118328 хворих померли.

## Перший рік епідемії

### Приготування

Анімація підтверджених випадків SARS-CoV-2 у воєводствах (до 2 квітня)

25 січня 2020 року першим закладом, що запровадив спеціальну процедуру перевірки громадян, які прибувають до Польщі з КНР, став Аеропорт ім. Шопена у Варшаві.
У зв'язку з поширенням епідемії хвороби по світу головна санітарна інспекція країни у своїх інформаційних повідомленнях для подорожуючих попереджувала про небезпеку відвідувань країн зі значним поширенням коронавірусної хвороби, а також попереджувала про необхідність уникнення великих скупчень людей в місцевостях, де зареєстровані випадки хвороби. У кінці лютого розпочалось встановлення заборони відвідувань хворих у лікарнях.
У лютому—березні 2020 року, коли збільшилась загроза поширення коронавірусної хвороби, органи санітарного нагляду Польщі розпочали проведення лабораторних досліджень серед пацієнтів, у яких запідозрили інфікування вірусом SARS-CoV-2.
2 березня 2020 року польська авіакомпанія LOT зменшила кількість рейсів до Італії та Південної Кореї; того ж дня інший авіаперевізник Ryanair скасував частину рейсів до Італії.
6 березня 2020 року Маршалок Сейму Ельжбета Вітек скасувала візити закордонних делегацій до Сейму, заплановані на найближчі два тижні. Цього ж дня органи влади Польщі заборонили вивезення з країни ліків та інших виробів медичного призначення, які могли б застосовуватися у боротьбі з поширенням нового коронавірусу, а керівник канцелярії Прем'єр-міністра Польщі Міхал Дворчик пообіцяв підтримку для фірм, спеціальну інформаційну лінію для лікарів з питань коронавірусу, а також звільнення від акцизу етанолу (який застосовується для вироблення дезинфікуючих засобів) від акцизу.
У першій половині березня 2020 року, після 6 років утримання, Польща вступила до існуючого в Європейському Союзі механізму спільних екстрених закупівель засобів захисту, ліків і вакцин.

### Профілактика та відстеження ситуації
29 лютого 2020 року група з 4 працівників Національного Інституту громадського здоров'я Польщі разом із групою працівників берлінської клініки Шаріте провела 307 досліджень проб біоматеріалу, взятого в осіб. у яких запідозрили носійство вірусу SARS-CoV-2. Державний заклад гігієни проводив дослідження у воєводській інфекційній лікарні у Варшаві. Лабораторії в інших польських містах проводили підготовку до початку проведення самостійних тестів на коронавірус. Міністерство охорони здоров'я Польщі відмовилось офіційно повідомити кількість проб на коронавірус, які знаходились у підпорядкованих йому закладах.
На 4 березня 2020 року у Польщі функціонували 9 лабораторій (Державного закладу гігієни, воєводська інфекційна лікарня у Варшаві, лабораторії в Ольштині, Вроцлаві, Познані, Катовицях, Ряшеві, Гданську і Кельцах), які були готові до проведення лабораторних досліджень проб біоматеріалу від осіб, у яких запідозрено носійство коронавірусу, натомість на 6 березня число таких лабораторій зросло до 13, кількість проведених тестів зросла до 900, а кількість підтверджених випадків хвороби до 5. Міністр охорони здоров'я Лукаш Шумовський повідомив, що тести були проведені всім пасажирам із автобуса, на якому до Польщі з Німеччини прибув перший хворий в країні, й відповідно один тест виявився позитивним.
8 березня 2020 року Головний санітарний інспектор рекомендував скасувати усі масові заходи за участю більш ніж 1000 осіб, які організовуються в закритих приміщеннях. 10 березня доктор габілітований Марцін Палис, ректор Варшавського університету, своїм розпорядженням скасував усі лекції та практичні заняття для студентів, докторантів та слухачів на період з 11 березня до 14 квітня, за винятком дистанційних форм навчання. У Ягеллонському університеті згідно з розпорядженням ректора професора Войцеха Новака скасовано заняття для студентів та докторантів, у тому числі заняття з фізичного виховання. Ректор Вроцлавської політехніки та керівник колегії ректорів вищих навчальних закладів Вроцлава і Ополе професор Цезарій Мадриас інформував, що з 11 березня 2020 року призупиняються усі форми занять у 14 освітніх закладах Нижньої Сілезії та Опольщини. Згідно з розпорядженням ректора професора Анджея Лєсіцького призупинені занняття у Познаньському університеті імені Адама Міцкевича з 11 березня 2020 року до особливого розпорядження. Скасовані заняття також у Сілезькому університеті у Катовицях та Гданському університеті. 10 березня 2020 року відбулось засідання Ради національної безпеки Польщі з питань протидії поширенню коронавірусу в країні. Прем'єр-міністр Польщі Матеуш Моравецький скасував проведення усіх масових заходів, а в Познані міською владою ухвалено рішення щодо профілактичного закриття усіх шкіл, дитячих садків та ясел в місті строком на 2 тижні з 11 до 24 березня 2020 року.
11 березня прем'єр-міністр Матеуш Моравецький та міністри (по порядку: міністр охорони здоров'я, освіти, науки та вищих навчальних закладів) Лукаш Шумовський, Даріуш Пьонтковський та Ярослав Говін повідомили про закриття з метою профілактики поширення коронавірусної інфекції усіх шкіл (як загальноосвітніх, так і закритого типу), дитячих садків, ясел, а також середніх навчальних закладів, за винятком спеціальних шкіл, закладів для виховання дітей з особливими потребами та закладів соціотерапії, психологічно-педагогічних центрів, а також шкіл при виправних закладах та в'язницях, строком на два тижні (з 12 до 25 березня 2020 року). За два дні прем'єр-міністр оголосив про закриття кордонів Польщі для повітряного та залізничного транспорту. Запроваджений паспортний контроль на усіх наземних кордонах країни, а в'їзд до країни дозволений виключно громадянам Польщі. Після перетину кордону громадяни мають пройти 14-денний карантин, за порушення якого їм загрожує штраф у розмірі 5000 злотих. Також вступила в дію заборона на проведення громадських заходів та богослужінь за участю понад 50 осіб. Заходи посиленого контролю спричинили серйозну критику уряду, оскільки призвели до сповільнення перетину кордону, змушуючи водіїв чекати в довгих чергах.
17 березня 2020 року прес-секретар головного коменданта поліції Маріуш Цярка у своєму виступі на Польському Радіо проінформував, що спостерігається велика кількість порушень карантину, запровадженого у зв'язку з небезпекою поширення коронавірусу. З 17 тисяч осіб, які підлягали карантину, поліції не вдалося проконтролювати близько 100 осіб, більшість яких із об'єктивних причин (зокрема, з причини отримання ними негативного тесту на коронавірус), а осіб. які свідомо порушили карантинні вимоги, було лише кілька на всю країну. Особи, які свідомо порушили карантинні правила, можуть бути покарані згідно статті 116 кодексу адміністративних порушень штрафом до 5 тисяч злотих, або статті 161 § 2 кримінального кодексу позбавленням свободи строком до 1 року. 20 березня 2020 року в країні запроваджено стан епідемії. 20 березня на прес-конференції прем'єр-міністр Польщі повідомив, що штраф за порушення карантину в країні збільшено до 30 тисяч злотих, ця норма запроваджена з 1 квітня 2020 року.
Польські суди розпочали масово скасовувати штрафи за порушення карантинних норм як накладені в неконституційний спосіб, оскільки призначення таких покарань має відбуватися згідно закону, а не розпорядження, як у цьому випадку, оскільки права і свободи громадян можна обмежити лише законом.
Згідно думки професора-юриста Моніки Пьонтек, уряд, запроваджуючи в країні стан епідемії, а також пов'язані з ним обмеження прав і свобод громадян, у дійсності запроваджує в країні стан надзвичайної ситуації внаслідок стихійного лиха, тоді як такі обмеження прав і свобод можна запроваджувати лише у випадку запровадження надзвичайного стану. Цей стан може тривати лише 30 днів, а для продовження його дії необхідна згода Сейму. Окрім цього, в цей час заборонено проведення президентських виборів.
24 березня на прес-конференції прем'єр-міністр країни повідомив, що запроваджуються нові заходи безпеки у зв'язку з поширенням коронавірусу. Запроваджено заборону контактів із сторонніми особами, окрім:
- виконання державного завдання або службових обов'язків, або несільськогосподарської діяльності, або проведення сільськогосподарських робіт, або роботи в сільськогосподарському підприємстві, або закупівлі товарів чи послуг, пов'язаних з ними;
- задоволення життєво необхідних потреб, пов'язаних із поточними справами щоденного розпорядку дня, у тому числі надання потреб у підтриманні здоров'я або психологічної підтримки (також для близьких осіб, а якщо особа, яка виходить з дому, проживає з іншою особою, то також і для особи, з якою вона проживає, у тому числі закупка товарів і послуги з цим пов'язані);
- виконання добровільних і безкоштовних обов'язків у боротьбі з поширенням коронавірусної хвороби, у тому числі в рамках волонтерської діяльності;
- виконання або участь у релігійних службах, у тому числі виконання релігійних обрядів.

Заборонено зібрання більше 2 осіб, запроваджено обмеження в переміщенні в громадському транспорті та пішоходів, а також обмежена участь у релігійних церемоніях до 5 осіб. Ці обмеження вступили в дію з 25 березня 2020 року.
25 березня 2020 року міністр внутрішніх справ та управління Маріуш Камінський проінформував на прес-конференції про рішення про продовження закриття кордонів на підставі міжнародного права і в зв'язку з епідеміологічною ситуацією в Європі та у світі на 20 днів до 13 квітня 2020 року (попереднє закриття тривало з 15 до 25 березня на 10 днів). Міністр зазначив, що це не стосується перевезення товарів, яке, як і раніше, буде проводитися без обмежень. У той же час головний комендант поліції Ярослав Шимчик проінформував, що протягом останніх днів проконтрольовано понад 100 тисяч осіб, на яких накладено карантин, з яких у 380 випадках зареєстровано порушення дотримання карантину.
1 квітня 2020 року запроваджено нові обмеження у зв'язку з епідемією хвороби. Особи молодші 18 років могли перебувати у громадських місцях лише в супроводі дорослих. Закриті парки, бульвари і пляжі, припинено роботу перукарень, салонів косметики і татуювання. У магазинах і пунктах надання послуг кількість клієнтів не могла бути більшою, ніж трикратна кількість кас (для поштових відділень — не більше двократної кількості віконець). У всіх великих магазинах і пунктах обслуговування клієнтів з 10 до 12 години дня обслуговувались лише особи старші 65 років. Кожен магазин мав забезпечити працівників засобами індивідуального захисту. Покупці в магазинах могли перебувати лише в захисних рукавичках.
20 квітня розпочався перший етап зняття карантинних обмежень. Збільшено максимальну кількість осіб, які можуть перебувати в магазинах, кількість осіб під час релігійних церемоній (1 особа на 15 м²). Скасовано заборону на пересування з рекреаційною метою, зменшено обмеження пересування дітей у громадських місцях лише в супроводі дорослих (до 13 років).
З 4 травня 2020 року в рамках другого етапу скасування обмежень дозволено роботу торгових центрів (з санітарним режимом), бібліотек, музеїв, мистецьких галерей, готелів та центрів медичної реабілітації. Ясла і дитячі садки могли відкритися з дозволу головного санітарного інспектора.
18 травня 2020 року розпочався третій етап скасування карантинних обмежень, дозволено роботу перукарень і косметичних салонів. Робота ресторанів, барів і кав'ярень дозволена при виконанні низки санітарних вимог.
30 травня 2020 року розпочався четвертий етап скасування карантинних обмежень, скасовано обмеження кількості покупців як у продовольчих, так і в непродовольчих магазинах. З 6 червня відновлено роботу кінотеатрів, театрів, опер, басейнів, фітнес-клубів, розважальних та відпочинкових закладів, саун і соляріїв. Проте й надалі зберігалась вимога закриття рота і носа в громадських закладах.
8 серпня 2020 року згідно з розпорядженням уряду країни від 7 серпня 2020 року щодо встановлення визначених обмежень, розпоряджень і заборон у зв'язку із встановленням у країні стану епідемії, запроваджено регіональні обмеження в низці повітів. Визначено повіти з червоним рівнем захворюваності (найбільша небезпека), повіти з жовтим рівнем захворюваності (середня небезпека), та повіти із зеленим рівнем захворюваності (без збільшення захворюваності). На території повітів з червоним рівнем захворюваності заборонено організацію торгів, з'їздів, культурних заходів, спортивних змагань із масовою участю. На території повітів із жовтим рівнем захворюваності заборонено організацію торгів, з'їздів (у масках без змін, у інших випадках одна особа на 4 м²), культурних заходів (кількість присутніх не більше ніж 25 % місць у залі, не більше 100 осіб), спортивних заходів (кількість присутніх не більше ніж 25 % місткості місця проведення заходу).
26 серпня 2020 року новим міністром охорони здоров'я став Адам Недзельський.
24 жовтня 2020 року згідно з постановою уряду від 23 жовтня 2020, запроваджено обов'язкове одягання масок в громадському просторі, кількість осіб, які можуть одночасно перебувати в торговельних закладах, залежить від площі магазину. Закрито ресторани, бари (дозволено обслуговування лише на винос), атлетичні клуби, фітнес-центри, басейни і санаторії. Уроки в загальноосвітніх школах у IV–VIII класах проводилися дистанційно.
30 жовтня 2020 року згідно з постановою уряду від цього дня з 31 жовтня до 2 листопада 2020 року запроваджено закриття цвинтарів. У зв'язку з цим в ці дні заборонено вхід на цвинтарі, за винятком поховань та дій, пов'язаних з ними.
4 листопада 2020 року у зв'язку зі значним зростанням кількості випадків хвороби розпорядженням уряду з 6 листопада 2020 року продовжено запроваджені заходи, та запроваджено нові:
- Можливість закриття дитячих садків у випадку епідемічної загрози.
- Дистанційне навчання у 1—3 класах школи.
- Продовження дистанційного навчання в 4—8 класах загальноосвітніх і спеціалізованих шкіл.
- Закрито заклади культури — театри, кінотеатри, музеїв, галерей, будинків культури, філармоній.
- Готелями дозволено користуватися лише особам, які знаходяться в службовому відрядженні.
- Обмежено роботу торгових центрів і магазинів.
- Дозволена кількість відвідувачів у магазинах: у магазинах до 100 м² – 1 особа/10 м², у магазинах більше 100 м² – 1 особа/15 м² (без змін) – від 7 до 29 листопада 2020 року.
- У церквах кількість присутніх мала становити 1 особа на 15 м².

З 28 листопада, у зв'язку з наближенням святкування Різдва, частина обмежень були пом'якшені:
- Пересування: дистанція між людьми мала становити 1,5 метра від інших осіб, продовжені обмеження в пересуванні дітей та молоді віком до 16 років.
- Заклади громадського харчування: обслуговування виключно на винос або на доставку.
- Перукарні та косметичні салони: робота в санітарному режимі.
- Наукові та громадські бібліотеки: можуть працювати при дотриманні обмежень в 1 особу на 15 м².
- Громадський транспорт — обмеження кількості осіб: 50 % кількості сидячих місць або 30 % загальної кількості сидячих і стоячих місць, при одночасній наявності в транспортному засобі щонайменше 50 % незайнятих сидячих місць.
- Громадські заході і зустрічі: найбільше до 5 осіб.
- Спортивні змагання і заходи можуть відбуватися виключно без глядачів.
- Торгові центри: дозволено поновити роботу при дотриманні наступних обмежень: 1 особа/10 м² для об'єктів до 100 м², 1 особа/15 м² для об'єктів більш ніж 100 м².

Продовжена заборона на роботу закладів культури і кінотеатрів, готелів (із вказаними винятками), ярмарків і фестивалів (можливе проведення онлайн), проведення весіль, причастя і консоляцій, продовження закриття закладів відпочинку, атлетичних клубів, фітнес-клубів, аквапарків, дискотек і нічних клубів.
17 грудня 2020 року опубліковано правила та обмеження, які будуть діяти з 28 грудня 2020 року до 17 січня 2021 року:
- У ніч з 31 грудня 2020 року на 1 січня 2021 року заборонено пересування людей (крім визначених у постанові випадків).
- Знову запроваджені обмеження в роботі торгових центрів.
- Обмежено роботу готелів.
- Закриті гірськолижні центри.
- Спортивна інфраструктура може використовуватися виключно для професійних спортивних змагань.
- запроваджено 10-денний карантин для прибулих в Польщу на транспорті організованими групами.

27 грудня 2020 року в Польщі розпочалась вакцинація проти COVID-19, початково серед медичних працівників (так звана «група зеро»).
11 січня 2021 року проінформовано про продовження діючих до цього часу обмежень до 31 січня 2021 року, а також про повернення до стаціонарної форми навчання для учнів 1—3 класів загальноосвітніх шкіл, та реєстрації груп населення на щеплення відповідно до гармонограми. З цією метою створена безкоштовна інфолінія 989, та інтернет-сторінка https://www.gov.pl/web/szczepimysie, на якій можна було задекларувати своє бажання щеплюватися.
18 січня повернено стаціонарне навчання учнів 1—3 класів загальноосвітніх та спеціальних шкіл.
З 1 лютого 2021 року знову відкрилися торгові центри, музеї та мистецькі галереї могли поновити роботу, але з дотриманням суворих протиепідемічних заходів.m
З 12 лютого дозволено відкритися гірськолижним курортам, готелям з дотриманням відповідного протиепідемічного режиму, кінотеатрам, театрам, операм і філармоніям (при зайнятості не більше 50 % місць), басейнам, стадіонам i тенісним кортам. Фітнес-клуби і далі залишились закритими.
25 березня уряд запровадив нові, посилені заходи у зв'язку з початком третьої хвилі пандемії. Закрито торгові центри, перукарні, косметичні салони, меблеві магазини, ясла і дитячі садки. У торгових закладах і поштових відділеннях площею більш ніж 100 м² встановлено обмеження кількості відвідувачів — одна особа на 20 м². Нові обмеження діяли з 27 березня до 18 квітня 2021 року.
19 квітня 2021 року дозволено відкриття дитячих садків, ясел, а також дозволено проведення спортивних змагань у групах не більш ніж 25 осіб на відкритому повітрі. У травні 2021 року у зв'язку зі зменшенням кількості хворих скасовано більшість обмежень (відкрито заклади культури, стадіони, школи, інші заклади, а також скасовано обмеження в транспорті). Уже на початку червня 2021 року практично у всі секторах господарства було знято обмеження. У зв'язку з можливим початком 4-ї хвилі епідемії уряд планував запровадити поділ повітів на зони (червона, жовта і зелена). Цей поділ мав залежати не стільки від кількості хворих у повіті, а від стану щепленості населення.
28 березня 2022 року скасовано розпорядження про обов'язковий масковий режим у громадських закладах, за винятком лікувальних закладів і аптек, а також розпорядження щодо карантину та ізоляції хворих коронавірусною хворобою. Натомість ухвалено рішення, що карантин хворих на COVID-19 проводиться на загальних підставах, як і хворих іншими інфекційними хворобами.
16 травня 2022 року змінено назву стану «стан епідемії» на «стан епідемічної загрози».

#### Тимчасові лікарні
У зв'язку з розпалом другої хвилі епідемії хвороби уряд ухвалив рішення про створення тимчасових лікарень для хворих коронавірусною хворобою (які в народі назвали «присвяченими лікарнями» пол. szpitalami dedykowanymi для хворих COVID-19). Перша така лікарня була відкрита 29 жовтня 2020 року на території Національного стадіону у Варшаві, пізніше подібні заклади були відкриті у всіх воєводствах країни.

#### Реєстрація випадків хвороби
25 березня 2020 року ВООЗ оприлюднила рекомендації щодо класифікації хвороб і смертей згідно з МКХ-10 одночасно із запровадженням 2 нових кодів для класифікації випадків коронавірусної хвороби, підтверджених тестуванням, або для випадку підозри на коронавірусну хворобу. Окрім цього Національний інститут громадського здоров'я — Державний заклад гігієни опублікував днем пізніше рекомендації, які суперечили рекомендаціям ВООЗ, згідно яких потрібно було вказувати єдиний код (U07.1) для всіх випадків підтвердженого зараження (позитивного тесту на коронавірус), а для підозри на коронавірусну хворобу без підтвердження навіть не застосовувати опис коду як «інший коронавірус як причина хвороби, не класифікованих в інших рубриках».
У зв'язку з низкою труднощів, пов'язаних із реєстрацією смертей від нової хвороби, Національний інститут громадського здоров'я 1 квітня 2020 року опублікував розбіжності з міжнародною класифікацією одночасно з основними положеннями реєстрації в країні відмінних від рекомендації ВООЗ випадків хвороби підозрюваних (англ. suspected) та ймовірних (англ. probable). Застосування в Польщі коду хвороби, не підтвердженої тестами на коронавірус (U07.2) мало бути обмеженим до випадків із сумнівним результатом молекулярного тесту, та не включати випадки із характерними клінічними та епідеміологічними проявами. Національний інститут громадського здоров'я обґрунтував такий підхід тим, що хворі раніше чи пізніше проходять тестування, чому суперечить інформація засобів масової інформації про відсутність тестувань в осіб, які знаходились на карантині, та померли до забору біоматеріалу на тестування. Національний інститут громадського здоров'я врахував також думку Центрів з контролю та профілактики захворювань у США, які з 1 жовтня 2020 до 1 квітня 2021 року запровадили у США лише один з кодів МКХ-10 для випадків, підтверджених лабораторно, проте це рішення було прийнято ще до запровадження остаточної думки ВООЗ із цього приводу.
Остаточну класифікацію причини смерті в Польщі визначають 16 лікарів-кодувальників, які у випадку сумнівів контактують з лікарем, який підтвердив смерть хворого.

### Спеціальний закон
2 березня 2020 року Сейм Польщі схвалив закон щодо особливих заходів, пов'язаних із запобіганням проникнення, боротьби з поширенням хвороби та подолання COVID-19, інших інфекційних захворювань, та спричинених ними кризових ситуацій. Цей закон отримав коротку назву «спеціальний коронавірусний закон». Закон вступив у дію 8 березня 2020 року. Цей закон уможливлює використання адміністративних, бюджетних та епідеміологічні засоби у боротьбі з поширенням коронавірусу.
Професор Єжи Засядло розкритикував закон, у якому, на його думку, дуже розпливчато встановлюють обов'язки та права органів державної влади. Одночасно, на думку професора, у законі встановлюються підстави для запровадження особливого стану в Польщі у випадку загрози епідемії. Колишня Омбудсмен Польщі професор Ева Лентовська одночасно розкритикувала закон за те, що в ньому прописані норми, що дозволяють ввести надзвичайний стан у країні строком на 180 діб. при цьому, що Конституція Республіки Польща передбачає можливість введення надзвичайного стану лише на 90 діб. Діючий Омбудсмен Польщі Адам Боднар визнав неконституційними також низку положень закону, виданих на підставі лише розпоряджень уряду про карантин – зокрема загальну заборону на пересування, та обмеження кількості осіб на богослужіннях. також на його думку цей закон запроваджено з перевищенням прав парламенту, оскільки його положення могли запроваджуватися під час надзвичайного стану, оскільки вони порушують права і свободи громадян.

## Тестування

### ВООЗ
Під час відкриття прес-конференції Всесвітньої організації охорони здоров'я 15 березня 2020 року її генеральний директор Тедрос Аданом Гебреїсус висловив думку щодо тестування на COVID-19: 
«(...) усі країни повинні прийняти комплексний підхід. Тому що найкращим способом запобігання поширення інфекцій і рятування людських життів є розрив ланцюжків зараження. І щоб це зробити, ми повинні тестувати і ще раз тестувати. Не можна боротися з вогнем із зав'язаними очима. І не можна зупинити пандемії, якщо не знаємо, хто заражений. Маємо простий заклик до всіх країн: тестувати, тестувати, тестувати. Тестувати кожен підозрілий випадок. (…) Ще раз, наш ключовий заклик: тестувати, тестувати, тестувати.»
На початку прес-конференції 22 квітня 2020 року Тедрос Аданом Гебреїсус знову підкреслив ті самі рекомендації ВООЗ, які він озвучував на початку пандемії.
Уповільнення поширення коронавірусної хвороби вимагає виявлення і тестування всіх підозр задля того, щоб усі підтверджені випадки хвороби були терміново та ефективно ізольовані, або отримували необхідний догляд. Усі тісні контакти з інфікованими особами мають бути ідентифіковані для скерування їх на 14-денний карантин та спостереження за станом здоров'я. Як тільки виявляється підозра на коронавірусну хворобу, даний хворий повинен направлятися на тестування для підтвердження або виключення COVID-19. Працівників охорони здоров'я, які контактували з підтвердженим випадком хвороби, необхідно протестувати на коронавірус після 14-денного карантину, незалежно від того, чи є в них симптоми хвороби. Підозрюваний випадок визначається за наступними критеріями:
- хворий із гострим захворюванням дихальної системи або який має в анамнезі перебування у період до 14 днів перед появою симптомів поїздки або перебування в місцевості, де зареєстровано місцеву передачу COVID-19;
- або хворий з гострим захворюванням дихальної системи, який мав контакт з підтвердженим або підозрюваним випадком за останні 14 днів перед появою симптомів;
- або хворий з гострим захворюванням дихальної системи, який потребує госпіталізації або за відсутності альтернативного діагнозу при відповідному наборі симптомів.[76]

30 березня 2020 року на прес-конференції ВООЗ д-р Марія Ван Керхове у відповідь на запитання відносно кількості тестів liczby повідомила, що там, де тести проводяться у великій кількості, кількість позитивних результатів становить від 3 % do 12 % з усієї кількості проведених тестів. Загальний низький рівень позитивних тестувань може пояснюватися тим, що вони проводились не там, де потрібно, також існує необхідність обережності в оцінці результатів та утримання високого рівня проведених тестувань. У контексті цього, що деякі країни мають обмежені можливості для тестування, для них задовільним результатом проведення тестувань є не більш ніж 9 % позитивних результатів тестувань (1 позитивний результат на 10 тестувань), оскільки при значно більшій кількості позитивних тестів існує імовірність, що частину позитивних випадків не вдається виявити. У Польщі (згідно даних за 9 травня 2020 року) рівень позитивних результатів складав 3,3 % (1 позитивний результат на 30 тестів). У європейських країнах рівень кількості позитивних тестів знаходився між 0,8 % (Литва) і 17 % (Велика Британія).

### Тестування в Польщі
У березні 2020 року частка виявлення позитивних тестів у Польщі складала близько 5 %. У квітні 2020 року за добу виявлялось у середньому 350 позитивних тестів, при загальній кількості від 4,4 до 14,5 тисяч тестів на добу.
Згідно з даними санітарної служби Катовиць, можна зробити висновок, що кількість тестів, про які прозвітувалися в Сілезькому воєводстві з 5 по 7 червня 2020 року, не відповідає кількості взятих проб біоматеріалу. У ці дні у воєводстві було зареєстровано відповідно 177, 351 i 325 нових випадків хвороби. 9 червня санітарна служба Катовиць подало кількість проб, узятих у Сілезькому воєводстві включно 104303, з них 69755 взято в рамках вибіркових тестувань. Вибіркові тестування означали, що проби біоматеріалу з них досліджувалися за межами воєводства у зв'язку з великою кількістю проб.
8 серпня 2020 року міністерство охорони здоров'я Польщі розмістило повідомлення у твіттері: «У зв'язку з помилкою при підрахунку тестувань санітарною службою Кельців, що призвело до помилкового додавання до звіту близько 230 тисяч тестувань, ми віднімемо цю кількість від загального числа тестувань».
3 вересня 2020 року міністр охорони здоров'я анонсував зміни в системі тестування, повідомивши, що пріоритетом стане тестування осіб з симптомами коронавірусної хвороби, зокрема хворих з кашлем, гарячкою та проблемами з диханням. Ці зміни спричинили різке зростання проценту позитивних результатів серед усіх тестів, зокрема в листопаді 2020 року зростання позитивних тестів досягло 50 %. Направлення лікарів первинної допомоги на тестування у вихідні, коли пункти тестування не працювали, спричинило зменшення виявлення позитивних випадків у суботу, неділю і понеділок у порівнянні з іншими днями тижня.
4 січня 2023 року міністр охорони здоров'я Польщі повідомив про запровадження в закладах охорони здоров'я країни використання комбінованих тестів, які дозволяють ідентифікувати велику кількість збудників хвороби — респіраторно-синцитіальної інфекції, грипу A і B, та COVID-19.

### Думка омбудсмена
На початку квітня 2020 року омбудсмен Польщі Адам Боднар звернув увагу на дуже малу кількість лабораторій і лаборантів. Окрім цього, на думку омбудсмена, медичний персонал працює по годинах, а медичні заклади не можуть обслужити всіх, хто має проблеми зі здоров'ям.

### Висвітлення в мас-медіа
18 березня 2020 року польські лабораторії могли проводити 3 тисячі тестів на добу, але вони використовувалися лише на половину своїх потужностей. На початку квітня 2020 року в країні щоденно проводилось понад 5 тисяч тестів, що на частині спеціалізованих порталів визнано недостатнім (кількість проведених у країні тестів до середини квітня 2020 року складала 4,12 на тисячу мешканців, при цьому в Чехії їх кількість була втричі більшою – 12,37 на тисячу мешканців), що впливало на кількість виявлених хворих. Менше тестів, ніж у Польщі (середини квітня 2020 року) було проведено лише в Греції і Румунії, а також в Угорщині (відповідно: 3,36 i 3,62 та 3,72 тестів на тисячу мешканців).
У середині квітня 2020 року міністерство охорони здоров'я Польщі повідомило, що можливості польських лабораторій дозволяють їм проводити до 20 тисяч тестувань на день; 10 і 11 квітня 2020 року ці можливості використовувалися приблизно наполовинуe (у ці дні проводилось близько 11 тисяч тестів), але в наступні 4 дні тестів проводилося вже значно менше (по порядку 8,4 тисячі, 5,6 тисячі, 4,7 тисяч і 8,1 тисяч). Прес-секретар міністерства охорони здоров'я Войцех Андрусевич пояснив цей факт тим, що лікарі не направляли достатню кількість хворих на тестування, ця заява спричинила критику з боку лікарської спільноти, які вказували з одної сторони на відсутність чітких показань до проведення обстеження на коронавірус, а ще більше на скаржились на відсутність достатньої кількості діагностичних наборів, зокрема ватних тампонів.

## Причини кластерного перебігу епідемії
Послаблення карантинних обмежень, яке розпочалося з 4 травня 2020 року, тобто за 40 днів після їх запровадження, спричинило кластерування (концентрування) нових вогнищ епідемії (зокрема на шахтах Верхньої Сілезії, в інших закладах з щільною концентрацією працівників, великі компанії, зокрема весілля та хрестини). Дослідження, які проводились головним статистичним управлінням країни в 2014 році, показали, що в Польщі до роботи доїздить близько 3,1 мільйона працівників, найбільше серед яких жителів Сілезького, Великопольського, Мазовецького і Малопольського воєводств, причиною чого є сусідство великих міських центрів, що притягує на роботу населення найближчих ґмін.
20 травня 2020 року Сілезьке воєводство стало першим воєводством у Польщі, де кількість випадків коронавірусної хвороби перевищила 6 тисяч. 8 червня 2020 року призупинено роботу 12 вугільних шахт воєводства.
7 серпня 2020 служба охорони здоров'я представила план посилення карантинних заходів, які запроваджуються в повітах, у яких спостерігається найбільший ріст кількості випадків хвороби. Посилення карантинних заходів стосувалося 19 повітів у Сілезькому, Великопольському, Малопольському, Лодзькому і Підкарпатському воєводствах.
Учені з Сілезії стверджували, що з суспільно-господарської точки зору основну роль у розповсюдженні епідемії грає висока густота населення в регіоні (у містах живе 78 % населення; на 1 км² припадає 365 осіб), складений і поєднаний вид поселень по типу конурбації, а також локалізація великої кількості закладів, у тому числі великих підприємств різних галузей промисловості. Грали роль також кількість закладів охорони здоров'я, зокрема лікарень, і їх розміщення у регіоні (79 лікарень лише в центральній частині воєводства), а також закладів догляду, де сконцентровані особи похилого віку із проблемами зі здоров'ям.

## Розвиток телемедицини
Обмеження можливості безпосереднього лікувально-діагностичного процесу при наданні медичних послуг, що стало наслідком зростання кількості заражень коронавірусом SARS-CoV-2 у Польщі, значно вплинуло на способи і якість лікування. Запроваджені в квітні 2020 року обмеження, спрямовані на зменшення кількості заражень, безпосередньо вплинули на частоту і кількість наданих лікувальних послуг. Виключно важливою проблемою стала невідкладна потреба реорганізації консультацій лікарів і реабілітаційних заходів із стаціонарної форми до віддаленої.
Велике значення набув ефект паніки в суспільстві, спричинений обмеженням індивідуального спілкування з лікарями, реабілітологами, логопедами, або навіть тимчасовою перервою в лікуванні. Украй важливою була потреба швидкого переходу на надання послуг у віддаленій формі та зміни стандартів надання допомоги.
Згідно опитування логопедів, 89,5 % отримувачів допомоги погодились на надання віддалених послуг, проте з іншого боку, 94,7 % опитаних спостерігали часткову перерву в лікуванні серед частини пацієнтів.

## Хронологія подій

### 2020
19 лютого госпіталізовано 12 осіб із підозрою на коронаровірусну інфекцію, 13 особам встановлено домашній карантин, стан 1000 осіб моніторувався закладами охорони здоров'я країни. 27 лютого 2020 року госпіталізовано 47 осіб із підозрою на коронавірусну інфекцію, 55 особам встановлено домашній карантин, а більш ніж 1500 осіб із підозрою на коронавірусну інфекцію спостерігались органами охорони здоров'я країни.
4 березня 2020 року Міністерство охорони здоров'я Польщі офіційно повідомило про першого інфікованого вірусом SARS-CoV-2 у Польщі. ним виявився 66-річний чоловік, який повернувся до країни після поїздки до Вестфалії (Німеччина), та 2 березня госпіталізований до лікарні в Зеленій Гурі.
6 березня міністр охорони здоров'я Лукаш Шумовський підтвердив 4 нових випадки інфікування вірусом COVID-19: один хворий госпіталізований в Оструді, який контактував із «нульовим пацієнтом» з Польщі (родом із Цибінки, вони прибули з Німеччини на одному автобусі); два пацієнти госпіталізовані у Щеціні, куди вони прибули з Італії; ще один пацієнт госпіталізований у Вроцлаві, куди він повернувся з Британії. Наступного дня міністерство охорони здоров'я повідомило про новий випадок інфікування коронавірусом особи, яка їхала в одному автобусі з «нульовим пацієнтом».
8 березня повідомлено про два нових випадки інфікування вірусом. Один із хворих був госпіталізований у Варшаві, а другий у Ратиборі. Обидва хворих знаходились у стані, який не становив загрози для їх життя., а пізніше про 3 нових випадки інфікування Усього з підозрою на коронавірусну хворобу госпіталізовано 146 осіб, 1548 осіб перебувало в карантині, 6409 осіб знаходились під санітарно-епідеміологічним наглядом.
9 березня в Польщі нараховувалось 17 інфікованих (у тому числі перший випадок інфікування зареєстровано у Великопольському воєводстві).
10 березня проінформовано про 5 нових випадків інфікування новим коронавірусом, у тому числі перший випадок зареєстровано в Люблінському воєводстві.
11 березня інформовано про 9 нових випадків інфікування коронавірусом, у тому числі уперше в Опольському та Лодзинському воєводствах.
12 березня зареєстровано 12 нових випадків зараження вірусом SARS-CoV-2. Того ж дня повідомлено про перший смертельний випадок у Польщі6 57-річної жінки, родом із села Чапури. Наступного дня повідомлено про другу жертву коронавірусу в Польщі. Ним став 73-річний чоловік, госпіталізований у Вроцлаві, того ж дня проінформовано про 17 нових випадків інфікування коронавірусом.
14 березня МОЗ Польщі повідомило про 36 нових випадків інфікування коронавірусом у країні, у тому числі перші випадки в Поморському і Свентокшиському воєводствах, а також про третій смертельний випадок у Польщі — 66-річного чоловіка, госпіталізованого в Любліні. Того ж дня головний санітарний інспектор Польщі оголосив, що 13 пацієнтів одужали після перенесеної коронавірусної хвороби.
15 березня кількість інфікованих вірусом SARS-CoV-2 у Польщі збільшилась до 125 осіб, а 16 березня збільшилась до 156 випадків. На 16 березня підтверджено 177 випадків інфікування вірусом, у тому числі підтвердилось захворювання у міністра охорони навколишнього середовища Міхала Вося. У лікарні в Ланьцуті того ж дня помер четвертий хворий у Польщі — 67-річний чоловік.
17 березня МОЗ Польщі повідомило про 28 нових випадків інфікування коронавірусом, та про п'ятого померлого на території країни — 57-річного чоловіка у Валбжиху.
18 березня авторитетний консультант з питань гінекології та акушерства Войцех Рокіта, за даними ЗМІ, наклав на себе руки, коли дізнався, що заразився на коронавірус. Він помер у лікарні Кельці.
22 березня повідомили про сьому смерть від коронавірусу, інфіковані 563 особи.
21 квітня кількість інфікованих зросла до 9856, померло 401, 1297 вилікувалися.
З 21 липня влада послабила карантин, зокрема, в кінотеатрах і театрах збільшили ліміт на відвідувачів, а соціальну дистанцію зменшено з 2 до 1,5 метрів.
3 вересня в Польщі було зменшено термін обов'язкового карантину з 14 до 10 днів.
21 жовтня зафіксовано черговий антирекорд захворюваності, що перевищив 10 тисяч випадків за добу. Влада кілької міст Польщі, в тому числі столиці Варшави, повідомили, що скасовують масові святкування Нового року.
24 жовтня у президента Польщі Анджея Дуди виявили коронавірус.
30 жовтня в Польщі побито черговий рекорд, зафіксовано 21,897 хворих та 40 летальних випадків. За добу також було проведено рекордну кількість ПЛР-тестів — 78 тисяч.
5 листопада було зафіксовано понад 27 тис. хворих та 367 летальних випадків. Перед цим було 27 143 нові випадки коронавірусу.
7 листопада в Польщі введено повторний карантин щонайменше до 29 листопада. Було повністю закрито театри, кінотеатри, музеї, художні галереї, громадські та музичні центри, введено обмеження на перебування людей в церквах і магазинах.
21 листопада було дозволено відкрити торговельні центри та магазини, відкриття навчальних закладів було заплановано на 24 грудня.
5 грудня стало відомо, що Польща має почати вакцинацію у лютому-березні 2021 року. Вакцини мають бути безкоштовними та добровільними.
15 грудня Міністр охорони здоров'я Польщі Адам Недзельський заявив, що в країні можлива третя хвиля епідемії.
21 грудня Польща призупинила авіасполучення з Британією через те, що в цій країні було знайдено мутовану версію вірусу.
27 грудня шпиталь МВС Польщі у Варшаві отримав 75 ампул із вакциною, що дозволить відразу вакцинувати 375 осіб. Першою вакцинували старшу медсестру головного клінічного шпиталю МВС у Варшаві Аліцію Якубовську. Наступним вакцину отримав директор госпіталю, далі — ще декілька медиків.
З 28 грудня у Польщі на три тижні (до 17 січня) запроваджено карантин. До усіх нинішніх обмежень додаються також закриття торговельних центрів, готелів та гірськолижних спусків, обов'язковий 10-денний карантин для усіх, хто в'їжджатиме до країни.

### 2021
У січні стало відомо, що деякі польські актори та політики пройшли вакцинацію позачергово, це викликало скандал. Серед вакцинованих — колишній прем'єр-міністр, а нині депутат Європарламенту Лешек Міллер. За це порушення Університетський клінічний центр Варшавського медичного університету, що проводив щеплення, було оштрафовано на 250 тис. злотих (67 тис. $).
З січня в Польщі також було запроваджено паспорти вакцинації, які мали видаватися після щеплення другою дозою вакцини. 21 січня в країні було підтверджено перший випадок британського штаму COVID. Станом на 28 січня в Польщі булдо вакциновано 1 млн осіб, 60 тисяч людей отримали вакцини протягом доби.
20 березня в Польщі було запроваджено повторний локдаун, закрито театри, торговельні центри, кінотеатри, готелі, басейни, спортивні заклади. Школи переведено на дистанційне навчання щонайменше до 9 квітня.
21 квітня Pfizer заявляє про підроблені версії своєї вакцини. Фальшиві версії вакцини були виявлені в Мексиці і Польщі.
Наприкінці травня кількість зареєстрованих іноземців у ZUS на соціальне страхування становила 797 тис. людей, тобто, на 127 тис. більше ніж перед пандемією. У Міністерстві розвитку обговорюють нову уставу про іноземців, котра має змінити правила ввезення працівників з-за кордону до Польщі. Нова система видавання дозволу на роботу для іноземця має замінити поточну процедуру. Міністерство внутрішніх справ та адміністрації працює вже п’ять років над новою міграційною політикою після того, як у 2016 році попередня міграційна політика була припинена. Переважно це копіювання німецької та французької моделей 1950-х та 1960-х років, коли західні країни використовували працю іноземців, не поселяючи їх назавжди, тобто використовуючи модель gastarbeit.
29 травня в Польщі 6,3 мільйона людей були повністю вакциновані.
3 червня в Польщі було зроблено 20-мільйонне щеплення.
15 червня в Польщі було повністю щеплено 9 млн осіб проти 240 тисяч в Україні. В Польщі значно простіше вакцинуватися навіть іноземцям. Так, можна одну дозу отримати в Польщі, а іншу — в Україні. Більшість українців вакцинують вакциною Janssen, щоб ще спростити цю процедуру і зробити таким чином, одноразовою.
23 червня в Польщі було посилено карантин для туристів із Британії.
Наприкінці червня Польща ввела обов'язковий карантин для жителів України, яки тепер мають проходити обов'язковий 10-денний карантин.
30 червня в Польщі вакциновано 30 тис іноземців, серед них першу дозу вакцини або однодозову вакцину Janssen (Johnson & Johnson) отримали 10 632 громадянина України, натомість дві дози – 1 797 українців.
В травні-червні щодня вакцинували по 300-400 тис. людей проти менш ніж 150 тис. в Україні. В Польщі на той час було 7809 пунктів вакцинації, зокрема 487 у Варшаві. В Україні було лише 2 тис пунктів вакцинації.
Станом на вересень 2021 року в Польщі повністю вакциновано більше 50% населення.
16 грудня у Польщі вперше було виявлено штам Омікрон, хворого виявили у Катовіцах.

## Інформаційні атаки

### Опис появи
В інформаційному просторі з'явився шерег фейкових новин, спроб обману і мізінформації, зв'язаних із початком появи інфікування вірусом SARS-COV-2 (пандемії COVID-19) у Польщі. Неправдива інформація містила фейки про походження вірусу, способи діагностики, запобігання і лікування хвороби, заходи, які запроваджені (або незапроваджені) владою або державною санітарною службою, а також про розвиток ситуації. Спостерігалися спроби обману і мізінформації, які полягали в: посиланні фальшивих SMS як від представників державних установ, публікації фальшивих карт, сенсаційних заголовків, які пересилають на небезпечні сторінки, які вимагають доступ до рахунків та номерів кредитних карт, а також спробі продати товари, які буцімто запобігають зараженню коронавірусом.

### Боротьба з дезінформацією
У кінці березня 2020 року Європейська комісія проінформувала про появу фейкової інформації, яка є частиною запланованої дезінформаційної кампанії. Європейська комісія виразила підтримку заходам боротьби з поширенням хвороби, запровадженими службами охорони здоров'я країн ЄС, а також рекомендувала отримання інформації щодо пандемії COVID-19 виключно з перевірених джерел, зокрема з офіційних джерел ЄС, Європейського центру з профілактики та контролю захворюваності і Всесвітньої організації охорони здоров'я. Європейська комісія проінформувала про боротьбу з дезінформацією в тісній співпраці з інтернет-платформами для:
- інформування про надійні джерела інформації;
- позначення інформації, яка після ознайомлення виявилась неправдивою або оманливою;
- видалення нелегальної або небезпечної для здоров'я інформації.[152]

Президент Європейської комісії Урсула фон дер Ляєн створила «Команду швидкого реагування проти коронавірусу». Європейська комісія також активізувала свою інтернент-сторінку, на якій розпочали з'являтися верифіковані інформаційні повідомлення щодо коронавірусної хвороби, а також розвінчувалась неправдива інформація.
26 квітня 2020 року Польща повідомила про інформаційну атаку. Невідомі атакували деякі новинні та військові сайти. Вони розповсюджували антиамериканську інформацію, подібну до тої, яку розповсюджує Росія. Польща розслідує даний випадок і оголосить результати пізніше.

## Протести проти карантинних обмежень
Карантинні обмеження, запроваджені урядом у зв'язку з пандемією, зокрема заборона діяльності низки галузей  та обов'язкове покриття рота й носа в громадських місцях, зіткнулися зі спротивом низки угруповань. Протягом квітня—червня 2021 року відбувались протести під назвою «Страйк підприємців» (пол. Strajk Przedsiębiorców), організовані зокрема Павелом Танайно. Частину з цих протестів польська поліція розігнала.
16 серпня 2020 року у Варшаві відбувся протест під гаслом «Стоп пандемії». Протестувальники домагалися відміни карантинних обмежень, та відставки міністра охорони здоров'я Лукаша Шумовського. Організаторами протесту були Юстина Соха з угруповання «Stop Nop» та угруповання «Слідча комісія щодо COVID-19» (пол. Komisja śledcza COVID-19). Під час протесту відбулись виступи посла Сейму Ґжеґожа Брауна, співака Івана Комаренка, та словацького європарламентаря Мілана Угрика.
Черговий протест відбувся 12 вересня 2020 року. 10 жовтня 2020 року протести відбулись по цілій країні, в низці міст протести розігнали у зв'язку з недотриманням карантинних норм.
24 жовтня 2020 року у Варшаві на Площі Дефіляд відбувся протест під назвою «Міжнародний марш за свободу». Поліція застосувала до протестуючих силу, в тому числі сльозогінний газ. Затримано понад 100 осіб.
Черговий загальнопольський протест відбувся 20 березня 2021 року у Варшаві на Площі Дефіляд. Протестуючих розігнали згідно з рішенням міської влади, і протестувальники групами перебралися на Мокотовське поле, де початково планувалось завершення проходження колони протестувальників. Там відбулись сутички з поліцією.

### Відкриття закладів всупереч заборонам
З січня 2021 року розпочалася акція під гаслом «OtwieraMY» («МИВідкриваємо»), яка полягала в проведенні господарської діяльності всупереч заборонам. Створено інтерактивну карту працюючих об'єктів — переважно серед продовольчих магазинів, готельних та розважальних закладів. Директор воєводської санітарно-епідеміологічної станції в Кракові Ярослав Форемний повідомив, що санітарно-епідеміологічна служба не має можливості боротися із «посполитим рушенням» рестораторів. Проте у відкритих закладах запроваджено заходи контролю. Підприємці на підтвердження законності своїх дій пред'являли рішення суду в Ополі, в якому стверджувалося, що конституційні права (у тому числі ведення господарчої діяльності) не можуть бути обмежені розпорядженнями. У Вроцлаві, після кількаразових перевірок у відкритих клубах, поліція проводила дії, які унеможливлюють вхід відвідувачів до закладів, при цьому також була повідомлена прокуратура. Натомість у Рибнику дійшло до сутичок клієнтів музичного клубу з поліцією.

### Судові позови
Від самого початку запровадження карантинних заходів багато підприємців звернулось до суду задля надання юридичного захисту щодо наслідків епідемії коронавірусної хвороби в Польщі. У найважчій ситуації виявилися орендарі приміщень у торгових центрах, які хотіли, щоб суди знизили їм орендну плату або дозволили розірвати договір оренди приміщення, у зв'язку з важким економічним становищем, спричиненим необхідністю сплати орендної плати за приміщення в закритих торгових центрах або галереях. Також з позовами до суду звертались особи, які оскаржували розпорядження обов'язкової наявності маски на обличчі, й у більшості випадків ці позови задовільнялися. Ця позиція також була підтримана омбудсменом Польщі.

## Пандемія і расизм
У травні 2020 року Товариство «Ніколи знову» опублікувало рапорт під назвою «Вірус ненависті. Коричнева книга часу епідемії» (пол. Wirus nienawiści: Brunatna Księga czasu epidemii), в якому задокументовано акти расизму, ксенофобії та дискримінації, які зареєстровані під час епідемії коронавірусної хвороби в Польщі. Цей рапорт включав випадки нападів на представників меншин, яких звинувачували в поширенні хвороби, а також прояви словесних нападів і теорій змови на теми епідемії, які поширювали представники крайньо правих організацій.

## Хворі українці
16 березня 2020 року в Польщі було діагностовано коронавірус у двох українців в Сілезькому воєводстві, міста Тихи і Цешин. Українця в Тихи було відправлено до лікарні і надано медичну допомогу. Відомо, що до Польщі він прибув з України. Українця в Цешині було відправлено додому на самоізоляцію в гарному стані. До Польщі він прибув з Німеччини.